# Ricardo La Volpe
Ricardo Antonio La Volpe Guarchoni (Buenos Aires, 6 febbraio 1952) è un ex calciatore e allenatore di calcio argentino, di ruolo portiere.

## Carriera

### Calciatore
Da calciatore ha fatto parte come secondo portiere della rosa dell'Argentina laureatasi campione del mondo al mondiale casalingo del 1978.

### Allenatore
Iniziò la propria carriera di allenatore nel 1983 nel campionato messicano, allenando lo Oaxtepec. Poi guidò Puebla, Atlante, Guadalajara, Guadalajara, Club Querétaro, América, Atlas e Monterrey. Malgrado risultati altalenanti, riuscì a guadagnare la reputazione di allenatore capace, incline al gioco offensivo.  Nel 1992-1993 vinse il campionato nazionale con l'Atlante e nel 1999 raggiunse la finale del campionato con l'Atlas.
Nel 2002 gli fu affidata la panchina della nazionale messicana, che condusse alla vittoria della Gold Cup del 2003 e poi al quarto posto nella Confederations Cup 2005, nel corso della quale il Messico batté nella fase a gruppi il Brasile, poi vincitore del trofeo. Sotto la sua gestione la nazionale messicana si issò al quarto posto del ranking FIFA. Allenò il Messico anche nella Coppa America 2004, in cui il Messico sconfisse l'Argentina dopo anni, ma perse ai quarti di finale contro il Brasile. Nella Gold Cup del 2005 il Messico di La Volpe uscì ai quarti di finale contro la Colombia, mentre alle Olimpiadi di Atene 2004 uscì nella fase a gironi dopo la sconfitta contro la Corea del Sud. La Volpe ottenne quindi con il Messico la qualificazione al campionato del mondo 2006 in Germania, dove la squadra si piazzò seconda nel girone e fu eliminata agli ottavi di finale dall'Argentina (2-1 dopo i tempi supplementari.
Dimessosi dopo il mondiale tedesco, nell'agosto 2006 La Volpe assunse la guida del Boca Juniors in sostituzione di Alfio Basile, passato ad allenare l'Argentina. L'esperienza partì male e fu segnata da alcuni capitomboli: alla sconfitta contro il River Plate (3-1) dell'8 ottobre 2006 seguì l'eliminazione dalla Coppa Sudamericana per mano del Nacional ai tiri di rigore (3-1). La squadra fallì inoltre la vittoria del Campionato di Apertura di Primera División, mancando tre occasioni per conquistarlo nelle giornate conclusive e poi perdendo il play-off contro l'Estudiantes (LP). Tenendo fede alla parola data (dimissioni in caso di insuccesso), La Volpe si dimise dopo il match contro i biancorossi. Qualche mese dopo assunse le redini del Vélez Sarsfield, dove rimase solo per breve tempo, fino alle dimissioni del 2007.
Nel 2008 tornò in Messico, nelle vesti di allenatore del Monterrey, che guidò all'ottavo posto in massima serie e alla semifinale del campionato (sconfitta contro il Santos Laguna). Malgrado il buon inizio nell'Apertura 2008, la squadra in seguito crollò, ritrovandosi in fondo alla classifica, ma evitò poi la retrocessione. La Volpe si dimise al termine del torneo.
Il 28 gennaio 2009 tornò dopo anni sulla panchina dell'Atlas, con cui non andò oltre il tredicesimo posto. Il 18 novembre 2009 lasciò la squadra a causa degli scarsi risultati.
Il 9 settembre 2010 fu nominato commissario tecnico della Costa Rica al posto di Rónald González. A causa dei risultati insoddisfacenti in Gold Cup 2011 e nella Coppa America 2011, il contratto, della durata di quattro anni, fu stracciato già l'11 agosto 2011. Il 29 agosto fu dunque ingaggiato dal Banfield in sostituzione dell'esonerato Sebastián Méndez.
Dal 2012 al 2013 guidò nuovamente l'Atlante.
A quattro giornate dalla fine del campionato messicano, nel 2014 si insediò sulla panchina del Guadalajara, reduce dal 4-0 subito contro l'América. Concluse il torneo con una vittoria, un pareggio e due sconfitte nelle prime quattro partite in carica, ma il 30 aprile 2014 fu esonerato per "comportamento inappropriato nei confronti dello staff femminile del club".
Dal 2015 al 2016 allenò il Chiapas.
Nel settembre 2016 fu ingaggiato dall'América, con cui si piazzò quarto alla Coppa del mondo per club FIFA 2016 e al secondo posto nel Campionato di Apertura messicano, dopo la sconfitta nella partita contro i Tigres UANL. Dopo uno scialbo Clausura 2017, in cui l'América mancò la qualificazione ai play-off per la prima volta dal 2011, si dimise.
Nel 2018 si spostò in Egitto per allenare il Pyramids.
Nel marzo 2019 ha assunto la guida di un'altra compagine messicana, il Toluca.

## Curiosità
La tattica in cui una squadra in fase di costruzione bassa vede un centrocampista scendere tra i due centrali di difesa che si allargano e prendono il posto dei terzini, i quali a loro volta salgono fino a centrocampo, prende il nome di "Salida LaVolpiana" in suo onore.

## Palmarès

### Giocatore

#### Club
- Campionato argentino di seconda divisione: 1

Banfield: 1973

#### Nazionale
- Campionato mondiale: 1

Argentina 1978

### Allenatore

#### Club
- Campionato messicano: 2

Atlante: 1992-1993
Toluca: Apertura 2002

#### Nazionale
- Gold Cup: 1

Messico: 2003